# Saleh al-Arouri
Saleh al-Arouri (en arabe : صالح العاروري) également translittéré Salah al-Arouri ou 'Salih al-Aruri, né le 19 août 1966 à 'Arura et mort le 2 janvier 2024 à Dahieh Janoubyé (Liban), est un homme politique, militant palestinien et l'un des hauts dirigeants du Hamas.
Installé au Liban, il est un intermédiaire entre le Hamas, le Hezbollah et les Gardiens de la révolution islamique. Il y est tué par un drone lors d'une frappe aérienne israélienne. Il était accusé par Israël d'être le cerveau de nombreux attentats.
Au moment de sa mort, il est le numéro 2 du Bureau politique du Hamas et l'un des commandants fondateurs de sa branche militaire, les Brigades Izz al-Din al-Qassam.

## Biographie

### Jeunesse et formations
Saleh al-Arouri naît dans le village d’'Arura près de Ramallah. Son père était responsable de la mosquée. Al-Arouri obtient une licence en droit islamique de l'Université d'Hebron en Cisjordanie.

### Engagements
Saleh al-Arouri rejoint la confrérie des Frères musulmans en 1985 et dirige « le mouvement estudiantin islamique » à l'université d'Hébron.
Entre 1990 et 1992, l'armée israélienne le retient administrativement (sans procès) pour des périodes limitées, en raison de son activité au sein du mouvement Hamas. Pendant un séjour dans une prison israélienne en 1995, il apprend l'hébreu.
Saleh al-Arouri est l'un des membres fondateurs des Brigades Ezzedine al-Qassam, la branche militaire du Hamas responsable de l'attaque du 7 octobre menée par le Hamas contre Israël. Il est le cerveau de nombreux attentats islamistes.
Libéré de prison en 2007, il est de nouveau arrêté à cause de ses activités militaires, puis libéré en avril 2010. Il s'engage alors à quitter la Palestine pour trois ans. Il se rend en Jordanie puis s'installe à Damas en Syrie,,. Il reste trois ans en Syrie.
Saleh al-Arouri aide à négocier la libération en 2011 du soldat israélien Gilad Shalit capturé en 2006, en échange de 1 027 Palestiniens détenus dans les prisons israéliennes, dont Yahya Sinwar, leader du Hamas dans la bande de Gaza depuis 2017 et membre fondateur de la branche militaire du Hamas et de son service de renseignements.
En 2012, dans le cadre de la guerre civile syrienne, les bureaux du Hamas en Syrie sont fermés. Saleh al-Arouri s'enfuit alors vers la Turquie,,.
En décembre 2015, il quitte la Turquie. Selon le Yediot Aharonot, son départ est lié au rapprochement entre la Turquie et Israël. Les autorités turques lui auraient demandé de quitter le pays.
Après un séjour au Qatar, il s'installe au Liban en 2018.
Saleh al-Arouri est un interlocuteur privilégié du Hezbollah et de son chef Hassan Nasrallah. Il aide le Hamas à nouer des liens étroits dans tout le Moyen-Orient, et notamment avec la République islamique d'Iran.

### Attaques du 7 octobre 2023
Selon une enquête de Georges Malbrunot, le matin du 7 octobre 2023 Yahya Sinwar prie Saleh al-Arouri de prévenir Hassan Nasrallah, dirigeant du Hezbollah, de l'opération qui va avoir lieu le même jour.
Le 31 octobre 2023, l'armée israélienne fait exploser sa maison dans le village d’'Arura, près de Ramallah en Cisjordanie.

### Mort
Le 2 janvier 2024, le Hezbollah annonce sa mort dans une explosion au sud de Beyrouth, due à une frappe d'un drone israélien,.